# Laparocerus
Laparocerus är ett släkte av skalbaggar. Laparocerus ingår i familjen vivlar.

## Bildgalleri

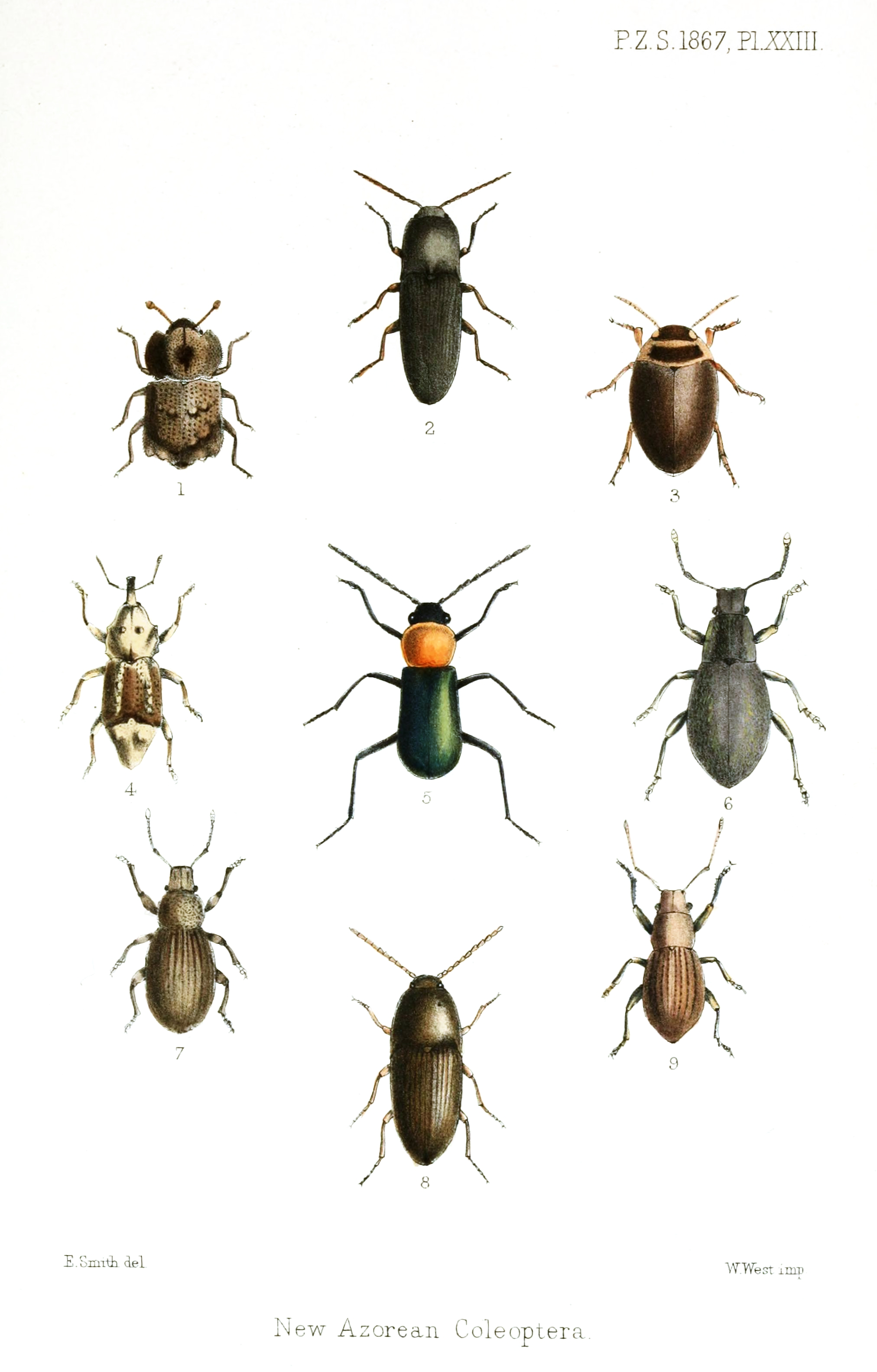

## Dottertaxa tillLaparocerus, i alfabetisk ordning[1]
- Laparocerus aenescens
- Laparocerus aethiops
- Laparocerus affinis
- Laparocerus angustulus
- Laparocerus australis
- Laparocerus azoricus
- Laparocerus bellopterus
- Laparocerus calcator
- Laparocerus calcatrix
- Laparocerus canalirosrtis
- Laparocerus canariensis
- Laparocerus clavatus
- Laparocerus compactus
- Laparocerus crassifrons
- Laparocerus crassirostris
- Laparocerus debilis
- Laparocerus dispar
- Laparocerus distortus
- Laparocerus doramasensis
- Laparocerus ellipticus
- Laparocerus excavatus
- Laparocerus excelsa
- Laparocerus florae
- Laparocerus globulipennis
- Laparocerus globulosipennis
- Laparocerus gomeraecola
- Laparocerus gracilis
- Laparocerus grayanus
- Laparocerus grossepunctatus
- Laparocerus hirtus
- Laparocerus inaequalis
- Laparocerus incomptus
- Laparocerus inconstans
- Laparocerus indutus
- Laparocerus inflatus
- Laparocerus instabilis
- Laparocerus lamellipes
- Laparocerus lanatus
- Laparocerus lauripotens
- Laparocerus lepidopterus
- Laparocerus mendicus
- Laparocerus morio
- Laparocerus navicularis
- Laparocerus noctivagans
- Laparocerus obesulus
- Laparocerus obscurellus
- Laparocerus obscurus
- Laparocerus obsitus
- Laparocerus obtriangularis
- Laparocerus occidentalis
- Laparocerus opacus
- Laparocerus persitus
- Laparocerus piccus
- Laparocerus piceus
- Laparocerus puncticollis
- Laparocerus rasus
- Laparocerus scapularis
- Laparocerus schaumi
- Laparocerus sculptus
- Laparocerus seniculus
- Laparocerus simplex
- Laparocerus squamosus
- Laparocerus subnebulosus
- Laparocerus subopacus
- Laparocerus sulcirostris
- Laparocerus tectus
- Laparocerus tenellus
- Laparocerus tessellatus
- Laparocerus tetricus
- Laparocerus tibialis
- Laparocerus tumens
- Laparocerus undatus
- Laparocerus undulatus
- Laparocerus waterhousei
- Laparocerus velatus
- Laparocerus ventrosus
- Laparocerus vespertinus
- Laparocerus vestitus
- Laparocerus wollastoni